# Condivisione nucleare
     Zona libera da armi nucleari
     Stati con armi nucleari (Russia, USA, Francia, Cina, Regno Unito, Israele, Pakistan, India, Corea del Nord)
     Condivisione nucleare (Belgio, Germania, Italia, Paesi Bassi, Turchia e Bielorussia)
     Non condivisione, ma adesione al TNP

Zona libera da armi nucleari
Stati con armi nucleari (Russia, USA, Francia, Cina, Regno Unito, Israele, Pakistan, India, Corea del Nord)
Condivisione nucleare (Belgio, Germania, Italia, Paesi Bassi, Turchia e Bielorussia)
Non condivisione, ma adesione al TNP

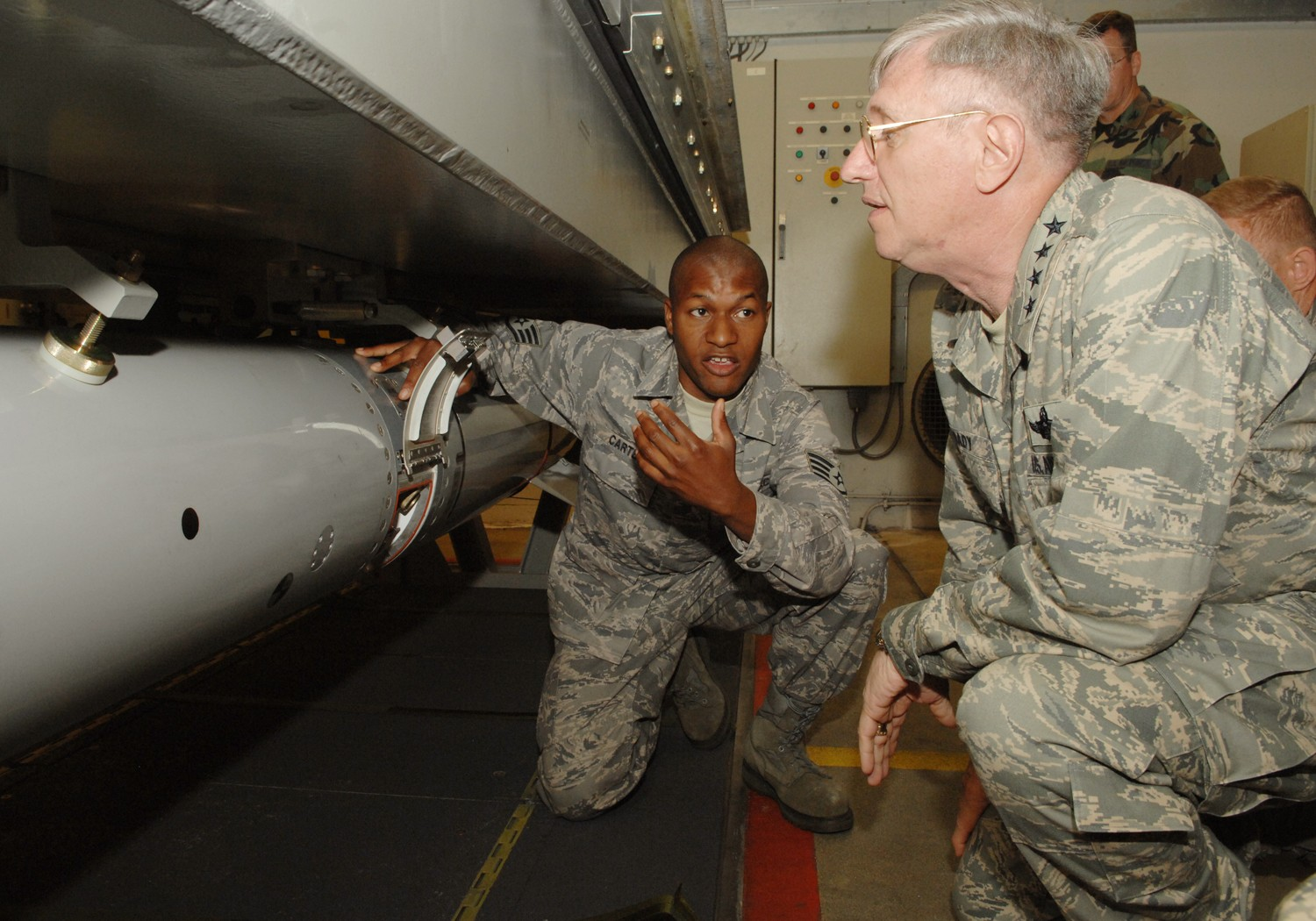
Ispezione di un sistema di stoccaggio di armi nucleari degli Stati Uniti nella Volkel Air Base nei Paesi Bassi.

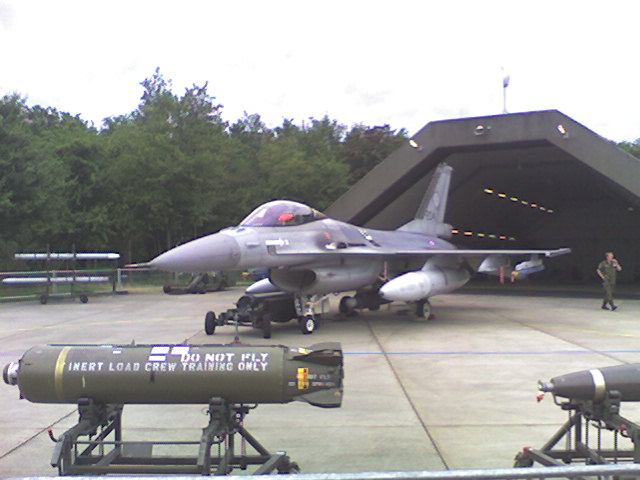
Un F-16 davanti all'HAS nella Volkel Air Base nei Paesi Bassi.

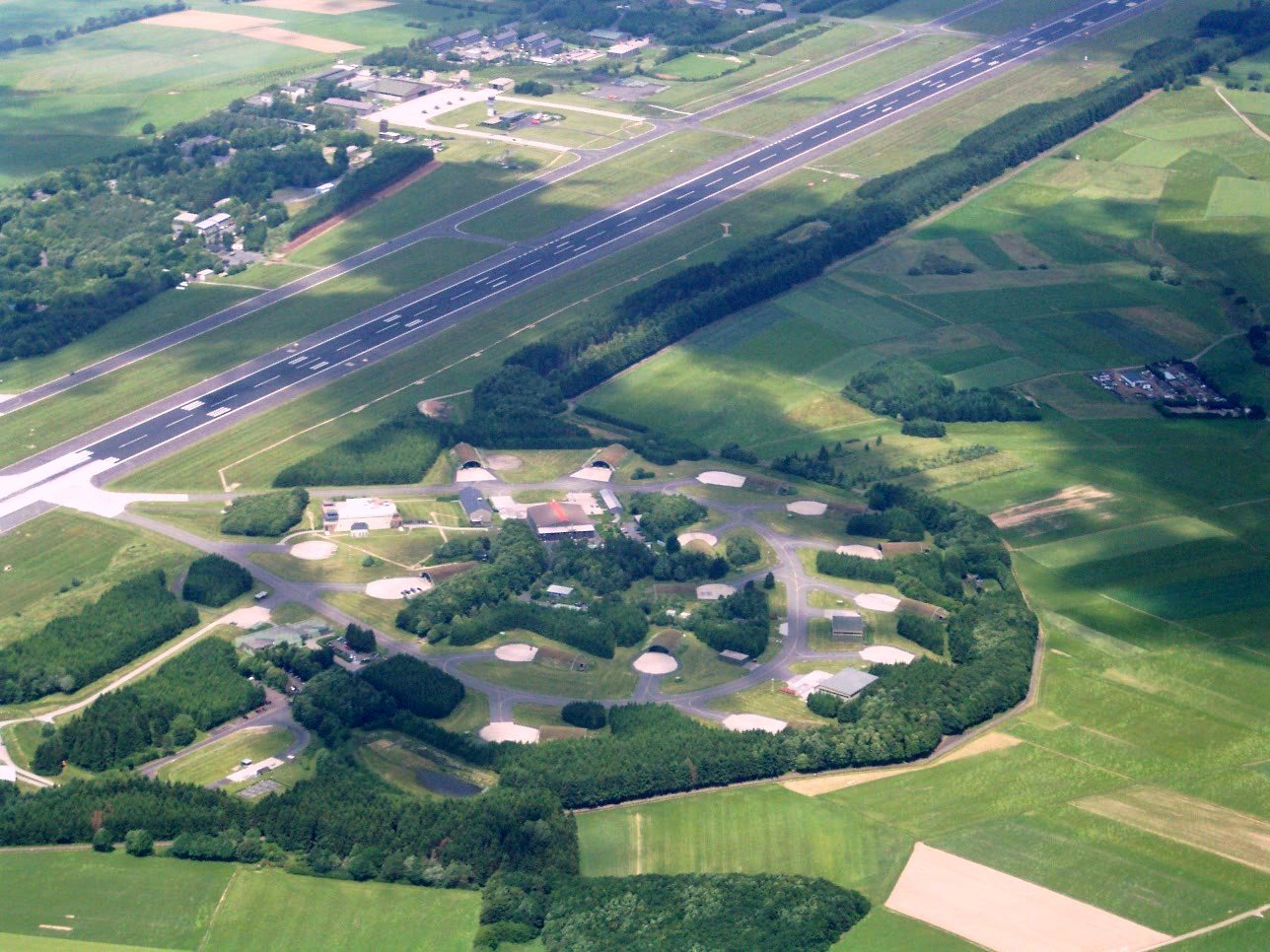
La Büchel Air Force Base in Germania

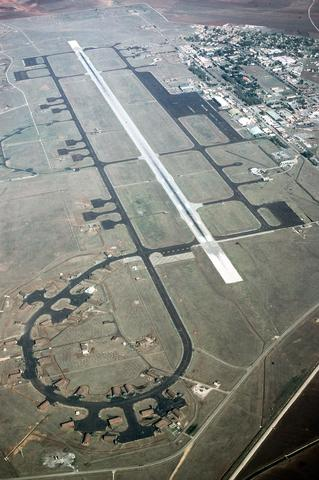
L'Incirlik Air Force Base in Turchia

La condivisione nucleare (in inglese: nuclear sharing) è un concetto politico della NATO di deterrenza nucleare, volto a coinvolgere alcuni suoi paesi membri nella pianificazione per l'uso di armi nucleari tattiche e strategiche. In particolare prevede la fornitura, agli Stati membri sprovvisti di un proprio arsenale nucleare, di armi atomiche da parte di uno dei membri che invece le detiene, al fine di fornire addestramento all'utilizzo di queste armi in caso di guerra.

## Descrizione
| Nazione     | Base aerea    | Armi stimate | Vettori   | Bombe |
| ----------- | ------------- | ------------ | --------- | ----- |
| Belgio      | Kleine Brogel | 10~20        | F-16      | B61   |
| Germania    | Büchel        | 10~20        | Tornado   | B61   |
| Paesi Bassi | Volkel        | 10~20        | F-16      | B61   |
| Italia      | Aviano        | 50           | F-16      | B61   |
| Italia      | Ghedi Torre   | 20~40        | Tornado   | B61   |
| Turchia     | Incirlik      | 50~90        | F-16, F-4 | B61   |
| 5 nazioni   | 6 basi        | 150~240      |           |       |

La condivisione nucleare consiste, per i paesi partecipanti, nel prendere decisioni comuni in materia di politica sulle armi nucleari, nel mantenere le attrezzature tecniche necessarie per l'uso delle armi nucleari (tra cui aerei da guerra, sottomarini ed altri mezzi) e nel conservare le armi nucleari sul proprio territorio. Delle tre potenze nucleari della NATO (Francia, Regno Unito e Stati Uniti), solo gli Stati Uniti hanno fornito armi nucleari per la condivisione. Al 2018 Belgio, Germania, Italia, Paesi Bassi e Turchia fanno parte del progetto di condivisione nucleare, ospitando ordigni nucleari statunitensi nel proprio territorio. Fra Italia e Stati Uniti è in vigore in materia il trattato parzialmente segreto denominato "Stone Ax". A Ghedi Torre ed Aviano gli ordigni atomici presenti sono modello 3, 4 e 7 con potenza massima che arriva fino a 340 kt.
Lo spiegamento di armi nucleari degli Stati Uniti in Europa iniziò nel 1955, quando i reparti statunitensi della Southern European Task Force stanziati in Italia furono dotati di missili MGR-1 "Honest John" e MGM-5 Corporal armati con testate nucleari tattiche; dal 1959, Italia e Turchia ospitarono missili statunitensi PGM-19 Jupiter con testate nucleari strategiche: i missili erano gestiti con il sistema della "doppia chiave", ovvero per la loro attivazione era necessario il concorso tanto di un ufficiale statunitense quanto di un ufficiale del paese ospitante, previo assenso politico del loro governo. Negli anni 1980 furono dislocati in Italia, Germania, Belgio, Paesi Bassi e Regno Unito missili BGM-109 Tomahawk e Pershing 2 a medio raggio, che tuttavia rimasero sotto il controllo esclusivo statunitense visto che gli alleati europei non vollero accollarsi il costo dei vettori. Il Regno Unito ricevette supporto logistico statunitense ed armi nucleari tattiche come mezzi di artiglieria e missili MGM-52 Lance fino al 1992, nonostante fosse dotato di armi atomiche proprie; questi materiali furono impiegati dai britannici principalmente nella Germania Ovest settentrionale a fini tattici. L'MGM-52 Lance fu in uso anche in Italia, in Belgio, nei Paesi Bassi, in Germania ovest, in Canada, in Israele ed in altri paesi. La Grecia nella condivisione nucleare utilizzò i missili MIM-14 Nike Hercules così come gli aerei Vought A-7 Corsair II. Il Canada ebbe in questo contesto missili terra-aria CIM-10 Bomarc e i razzi aria-aria AIR-2 Genie armati con testate nucleari, così come le bombe atomiche tattiche per i caccia CF-104. Il Canada ospitò ordigni atomici statunitensi fino al 1984 e la Grecia fino al 2001.
Il governo italiano fu fin dall'inizio uno dei maggiori sostenitori della politica della "condivisione nucleare", vista come un modo per dotarsi di un deterrente atomico senza dover sostenere i gravosi costi economici e politici di un proprio programma nucleare militare nazionale, che infatti rimase solo al livello di ricerca scientifica e analisi teorica portata avanti dal "Centro applicazioni militari energia nucleare" o CAMEN attivo dal 1955 al 1985. L'appoggio alla condivisione fu tale che, il governo italiano dimostrò ritrosia nell'aderire al trattato di non proliferazione nucleare (TNP) varato da Stati Uniti ed Unione Sovietica nel 1968, dato che nelle sue prime bozze la negava esplicitamente. Dopo modifiche al testo del trattato e la promessa da parte statunitense dell'installazione in Europa di armamenti nucleari di nuova generazione,  l'Italia ratificò il trattato il 2 maggio 1975.
In tempo di pace, gli ordigni nucleari immagazzinati nei paesi "non-nucleari" sono sorvegliati da soldati statunitensi delle USAF Munitions Support Squadrons, che collaborano assieme alle forze dello stato ospitante. I codici necessari per attivare gli ordigni sono fino all'utilizzo delle armi sotto il controllo degli Stati Uniti. In caso di guerra le armi devono essere montate su aerei militari dei paesi partecipanti per il loro utilizzo.
Al 2005 delle 480 armi atomiche statunitensi che si credeva fossero dislocate in Europa, 180 bombe B61 rientravano nell'accordo di condivisione nucleare. Le armi sono custodite all'interno di una volta detta Hardened Aircraft Shelters (HAS) o Protective Aircraft Shelter (PAS), utilizzando l'USAF WS3 Weapon Storage and Security System. Gli aerei utilizzati nel nuclear sharing per utilizzarle sono in genere gli F-16 e i Tornado IDS.
Dopo il crollo dell'Unione Sovietica il numero degli stati coinvolti, così come i tipi di armi nucleari condivisi all'interno della NATO si sono ridotti, pur comprendendo ancora oggi testate nucleari tattiche e strategiche, cioè con potenza superiore ai 100 kiloton o definite tali.
L'unica base nucleare tedesca si trova a Büchel, vicino al confine con il Lussemburgo. La base dispone di 11 Protective Aircraft Shelter (PAS) attrezzate con volte a WS3 per lo stoccaggio delle armi nucleari (la capacità massima è di 44). Ci sono 20 bombe nucleari B61 immagazzinate nella base per l'utilizzo da parte dei cacciabombardieri tedeschi PA-200 Tornado IDS dello squadrone JaBoG 33.

## Considerazioni rispetto al Trattato di non proliferazione nucleare
Sia il Movimento dei paesi non allineati e sia critici all'interno della NATO credono che la "condivisione nucleare" della NATO violi gli articoli I e II del trattato di non proliferazione nucleare (TNP), che vietano il trasferimento e l'accettazione, rispettivamente, del controllo diretto o indiretto sulle armi nucleari.
Gli Stati Uniti insistono che le loro forze hanno il controllo delle armi e che nessun trasferimento delle bombe nucleari o controllo su di esse è destinato ad esserci «a meno che e fino a quando una decisione di andare in guerra viene presa, nel cui caso il TNP non sarebbe più applicabile», e quindi non c'è violazione del TNP. I piloti ed altro personale di alcuni paesi "non-nucleari" della NATO svolgono esercitazioni sulla gestione e l'uso delle testate nucleari statunitensi. Di fatto il TNP in caso di guerra cessa di esistere e l'utilizzo da parte di questi ne diventa lecito. Alcuni sostengono che queste operazioni in tempo di pace appaiono come in contrasto con l'obiettivo e lo spirito del TNP. In sostanza, tutti i preparativi per fare una guerra nucleare sono già stati fatti dai paesi apparentemente non in possesso di armi nucleari.
Nel momento in cui TNP era in fase di negoziazione gli accordi di condivisione nucleare della NATO erano segreti. Questi accordi erano stati comunicati ad alcuni Stati, tra cui l'Unione Sovietica, durante i negoziati per il trattato con le argomentazioni della NATO per non trattarli come "proliferazione". Ma la maggior parte degli Stati che hanno firmato il TNP nel 1968 non sarebbero stati a conoscenza di tali accordi e interpretazioni in quel momento.